# Lipnicotvaré
Lipnicotvaré (Poales) je řád jednoděložných rostlin.

## Pojetí řádu
Pojetí řádu se v jednotlivých taxonomických systémech velmi měnilo. Starší taxonomické systémy měly řád často úžeji vymezen, protože odlišovaly více menších řádů, např. šáchorotvaré (Cyperales), sítinotvaré (Juncales), Restionales a další. Např. Tachtadžjanův systém do lipnicotvarých řadí pouze čeleď lipnicovité (Poaceae). Cronquistův systém řád nezná, čeleď lipnicovité řadí pod šáchorotvaré. Systém APG II sem řadí cca 17 čeledí.

## Popis
Jsou to převážně byliny, zřídka netypické dřeviny. Listy jsou většinou jednoduché, střídavé, přisedlé, zřídka řapíkaté, někdy vytváří přízemní růžice, většinou s listovými pochvami. Čepele jsou nejčastěji čárkovité, nedělené, celokrajné nebo s pilovitým okrajem a se souběžnou žilnatinou. Mohou to být jednodomé i dvoudomé rostliny, květy mohou být jednopohlavné nebo oboupohlavné. Květy jsou většinou v různých jednoduchých nebo složených květenstvích, zřídka jednotlivé. Okvětí je někdy normálně vyvinuto, někdy rozlišeno i na kalich a korunu, např. bromeliovité. Pro řád je však typické velké zastoupení rostlin s okvětím nenápadným, někdy přeměněným, zakrnělým až chybějícím, např. lipnicovité, šáchorovité a četné další. Tyčinky jsou nejčastěji 3 nebo 6, ale může jich být i jiný počet. Gyneceum se skládá nejčastěji ze 3 plodolistů, řidčeji z jiného počtu, nejčastěji je synkarpní. Plodem bývá nejčastěji tobolka, bobule, nažka či obilka.

## čeledi podle APG II
|  | orobincovité Typhaceae    |
|  |                           |
|  | broméliovité Bromeliaceae |
|  |                           |

|  | Xyridaceae    |
|  |               |
|  | Eriocaulaceae |
|  |               |

|  | Thurniaceae                                                                     |
|  |                                                                                 |
|  | \| \| sítinovité Juncaceae \| \| \| \| \| \| šáchorovité Cyperaceae \| \| \| \| |
|  |                                                                                 |
|  | sítinovité Juncaceae                                                            |
|  |                                                                                 |
|  | šáchorovité Cyperaceae                                                          |
|  |                                                                                 |

|  | sítinovité Juncaceae   |
|  |                        |
|  | šáchorovité Cyperaceae |
|  |                        |

|  | Thurniaceae                                                                     |
|  |                                                                                 |
|  | \| \| sítinovité Juncaceae \| \| \| \| \| \| šáchorovité Cyperaceae \| \| \| \| |
|  |                                                                                 |
|  | sítinovité Juncaceae                                                            |
|  |                                                                                 |
|  | šáchorovité Cyperaceae                                                          |
|  |                                                                                 |

|  | sítinovité Juncaceae   |
|  |                        |
|  | šáchorovité Cyperaceae |
|  |                        |

|  | Xyridaceae    |
|  |               |
|  | Eriocaulaceae |
|  |               |

|  | Thurniaceae                                                                     |
|  |                                                                                 |
|  | \| \| sítinovité Juncaceae \| \| \| \| \| \| šáchorovité Cyperaceae \| \| \| \| |
|  |                                                                                 |
|  | sítinovité Juncaceae                                                            |
|  |                                                                                 |
|  | šáchorovité Cyperaceae                                                          |
|  |                                                                                 |

|  | sítinovité Juncaceae   |
|  |                        |
|  | šáchorovité Cyperaceae |
|  |                        |

|  | Thurniaceae                                                                     |
|  |                                                                                 |
|  | \| \| sítinovité Juncaceae \| \| \| \| \| \| šáchorovité Cyperaceae \| \| \| \| |
|  |                                                                                 |
|  | sítinovité Juncaceae                                                            |
|  |                                                                                 |
|  | šáchorovité Cyperaceae                                                          |
|  |                                                                                 |

|  | sítinovité Juncaceae   |
|  |                        |
|  | šáchorovité Cyperaceae |
|  |                        |

|  | Anarthriaceae                                                     |
|  |                                                                   |
|  | \| \| Centrolepidaceae \| \| \| \| \| \| Restionaceae \| \| \| \| |
|  |                                                                   |
|  | Centrolepidaceae                                                  |
|  |                                                                   |
|  | Restionaceae                                                      |
|  |                                                                   |

|  | Centrolepidaceae |
|  |                  |
|  | Restionaceae     |
|  |                  |

|  | lipnicovité Poaceae                                                |
|  |                                                                    |
|  | \| \| Ecdeiocoleaceae \| \| \| \| \| \| Joinvilleaceae \| \| \| \| |
|  |                                                                    |
|  | Ecdeiocoleaceae                                                    |
|  |                                                                    |
|  | Joinvilleaceae                                                     |
|  |                                                                    |

|  | Ecdeiocoleaceae |
|  |                 |
|  | Joinvilleaceae  |
|  |                 |

|  | lipnicovité Poaceae                                                |
|  |                                                                    |
|  | \| \| Ecdeiocoleaceae \| \| \| \| \| \| Joinvilleaceae \| \| \| \| |
|  |                                                                    |
|  | Ecdeiocoleaceae                                                    |
|  |                                                                    |
|  | Joinvilleaceae                                                     |
|  |                                                                    |

|  | Ecdeiocoleaceae |
|  |                 |
|  | Joinvilleaceae  |
|  |                 |

|  | Anarthriaceae                                                     |
|  |                                                                   |
|  | \| \| Centrolepidaceae \| \| \| \| \| \| Restionaceae \| \| \| \| |
|  |                                                                   |
|  | Centrolepidaceae                                                  |
|  |                                                                   |
|  | Restionaceae                                                      |
|  |                                                                   |

|  | Centrolepidaceae |
|  |                  |
|  | Restionaceae     |
|  |                  |

|  | lipnicovité Poaceae                                                |
|  |                                                                    |
|  | \| \| Ecdeiocoleaceae \| \| \| \| \| \| Joinvilleaceae \| \| \| \| |
|  |                                                                    |
|  | Ecdeiocoleaceae                                                    |
|  |                                                                    |
|  | Joinvilleaceae                                                     |
|  |                                                                    |

|  | Ecdeiocoleaceae |
|  |                 |
|  | Joinvilleaceae  |
|  |                 |

|  | lipnicovité Poaceae                                                |
|  |                                                                    |
|  | \| \| Ecdeiocoleaceae \| \| \| \| \| \| Joinvilleaceae \| \| \| \| |
|  |                                                                    |
|  | Ecdeiocoleaceae                                                    |
|  |                                                                    |
|  | Joinvilleaceae                                                     |
|  |                                                                    |

|  | Ecdeiocoleaceae |
|  |                 |
|  | Joinvilleaceae  |
|  |                 |

|  | Xyridaceae    |
|  |               |
|  | Eriocaulaceae |
|  |               |

|  | Thurniaceae                                                                     |
|  |                                                                                 |
|  | \| \| sítinovité Juncaceae \| \| \| \| \| \| šáchorovité Cyperaceae \| \| \| \| |
|  |                                                                                 |
|  | sítinovité Juncaceae                                                            |
|  |                                                                                 |
|  | šáchorovité Cyperaceae                                                          |
|  |                                                                                 |

|  | sítinovité Juncaceae   |
|  |                        |
|  | šáchorovité Cyperaceae |
|  |                        |

|  | Thurniaceae                                                                     |
|  |                                                                                 |
|  | \| \| sítinovité Juncaceae \| \| \| \| \| \| šáchorovité Cyperaceae \| \| \| \| |
|  |                                                                                 |
|  | sítinovité Juncaceae                                                            |
|  |                                                                                 |
|  | šáchorovité Cyperaceae                                                          |
|  |                                                                                 |

|  | sítinovité Juncaceae   |
|  |                        |
|  | šáchorovité Cyperaceae |
|  |                        |

|  | Xyridaceae    |
|  |               |
|  | Eriocaulaceae |
|  |               |

|  | Thurniaceae                                                                     |
|  |                                                                                 |
|  | \| \| sítinovité Juncaceae \| \| \| \| \| \| šáchorovité Cyperaceae \| \| \| \| |
|  |                                                                                 |
|  | sítinovité Juncaceae                                                            |
|  |                                                                                 |
|  | šáchorovité Cyperaceae                                                          |
|  |                                                                                 |

|  | sítinovité Juncaceae   |
|  |                        |
|  | šáchorovité Cyperaceae |
|  |                        |

|  | Thurniaceae                                                                     |
|  |                                                                                 |
|  | \| \| sítinovité Juncaceae \| \| \| \| \| \| šáchorovité Cyperaceae \| \| \| \| |
|  |                                                                                 |
|  | sítinovité Juncaceae                                                            |
|  |                                                                                 |
|  | šáchorovité Cyperaceae                                                          |
|  |                                                                                 |

|  | sítinovité Juncaceae   |
|  |                        |
|  | šáchorovité Cyperaceae |
|  |                        |

|  | Anarthriaceae                                                     |
|  |                                                                   |
|  | \| \| Centrolepidaceae \| \| \| \| \| \| Restionaceae \| \| \| \| |
|  |                                                                   |
|  | Centrolepidaceae                                                  |
|  |                                                                   |
|  | Restionaceae                                                      |
|  |                                                                   |

|  | Centrolepidaceae |
|  |                  |
|  | Restionaceae     |
|  |                  |

|  | lipnicovité Poaceae                                                |
|  |                                                                    |
|  | \| \| Ecdeiocoleaceae \| \| \| \| \| \| Joinvilleaceae \| \| \| \| |
|  |                                                                    |
|  | Ecdeiocoleaceae                                                    |
|  |                                                                    |
|  | Joinvilleaceae                                                     |
|  |                                                                    |

|  | Ecdeiocoleaceae |
|  |                 |
|  | Joinvilleaceae  |
|  |                 |

|  | lipnicovité Poaceae                                                |
|  |                                                                    |
|  | \| \| Ecdeiocoleaceae \| \| \| \| \| \| Joinvilleaceae \| \| \| \| |
|  |                                                                    |
|  | Ecdeiocoleaceae                                                    |
|  |                                                                    |
|  | Joinvilleaceae                                                     |
|  |                                                                    |

|  | Ecdeiocoleaceae |
|  |                 |
|  | Joinvilleaceae  |
|  |                 |

|  | Anarthriaceae                                                     |
|  |                                                                   |
|  | \| \| Centrolepidaceae \| \| \| \| \| \| Restionaceae \| \| \| \| |
|  |                                                                   |
|  | Centrolepidaceae                                                  |
|  |                                                                   |
|  | Restionaceae                                                      |
|  |                                                                   |

|  | Centrolepidaceae |
|  |                  |
|  | Restionaceae     |
|  |                  |

|  | lipnicovité Poaceae                                                |
|  |                                                                    |
|  | \| \| Ecdeiocoleaceae \| \| \| \| \| \| Joinvilleaceae \| \| \| \| |
|  |                                                                    |
|  | Ecdeiocoleaceae                                                    |
|  |                                                                    |
|  | Joinvilleaceae                                                     |
|  |                                                                    |

|  | Ecdeiocoleaceae |
|  |                 |
|  | Joinvilleaceae  |
|  |                 |

|  | lipnicovité Poaceae                                                |
|  |                                                                    |
|  | \| \| Ecdeiocoleaceae \| \| \| \| \| \| Joinvilleaceae \| \| \| \| |
|  |                                                                    |
|  | Ecdeiocoleaceae                                                    |
|  |                                                                    |
|  | Joinvilleaceae                                                     |
|  |                                                                    |

|  | Ecdeiocoleaceae |
|  |                 |
|  | Joinvilleaceae  |
|  |                 |

|  | Xyridaceae    |
|  |               |
|  | Eriocaulaceae |
|  |               |

|  | Thurniaceae                                                                     |
|  |                                                                                 |
|  | \| \| sítinovité Juncaceae \| \| \| \| \| \| šáchorovité Cyperaceae \| \| \| \| |
|  |                                                                                 |
|  | sítinovité Juncaceae                                                            |
|  |                                                                                 |
|  | šáchorovité Cyperaceae                                                          |
|  |                                                                                 |

|  | sítinovité Juncaceae   |
|  |                        |
|  | šáchorovité Cyperaceae |
|  |                        |

|  | Thurniaceae                                                                     |
|  |                                                                                 |
|  | \| \| sítinovité Juncaceae \| \| \| \| \| \| šáchorovité Cyperaceae \| \| \| \| |
|  |                                                                                 |
|  | sítinovité Juncaceae                                                            |
|  |                                                                                 |
|  | šáchorovité Cyperaceae                                                          |
|  |                                                                                 |

|  | sítinovité Juncaceae   |
|  |                        |
|  | šáchorovité Cyperaceae |
|  |                        |

|  | Xyridaceae    |
|  |               |
|  | Eriocaulaceae |
|  |               |

|  | Thurniaceae                                                                     |
|  |                                                                                 |
|  | \| \| sítinovité Juncaceae \| \| \| \| \| \| šáchorovité Cyperaceae \| \| \| \| |
|  |                                                                                 |
|  | sítinovité Juncaceae                                                            |
|  |                                                                                 |
|  | šáchorovité Cyperaceae                                                          |
|  |                                                                                 |

|  | sítinovité Juncaceae   |
|  |                        |
|  | šáchorovité Cyperaceae |
|  |                        |

|  | Thurniaceae                                                                     |
|  |                                                                                 |
|  | \| \| sítinovité Juncaceae \| \| \| \| \| \| šáchorovité Cyperaceae \| \| \| \| |
|  |                                                                                 |
|  | sítinovité Juncaceae                                                            |
|  |                                                                                 |
|  | šáchorovité Cyperaceae                                                          |
|  |                                                                                 |

|  | sítinovité Juncaceae   |
|  |                        |
|  | šáchorovité Cyperaceae |
|  |                        |

|  | Anarthriaceae                                                     |
|  |                                                                   |
|  | \| \| Centrolepidaceae \| \| \| \| \| \| Restionaceae \| \| \| \| |
|  |                                                                   |
|  | Centrolepidaceae                                                  |
|  |                                                                   |
|  | Restionaceae                                                      |
|  |                                                                   |

|  | Centrolepidaceae |
|  |                  |
|  | Restionaceae     |
|  |                  |

|  | lipnicovité Poaceae                                                |
|  |                                                                    |
|  | \| \| Ecdeiocoleaceae \| \| \| \| \| \| Joinvilleaceae \| \| \| \| |
|  |                                                                    |
|  | Ecdeiocoleaceae                                                    |
|  |                                                                    |
|  | Joinvilleaceae                                                     |
|  |                                                                    |

|  | Ecdeiocoleaceae |
|  |                 |
|  | Joinvilleaceae  |
|  |                 |

|  | lipnicovité Poaceae                                                |
|  |                                                                    |
|  | \| \| Ecdeiocoleaceae \| \| \| \| \| \| Joinvilleaceae \| \| \| \| |
|  |                                                                    |
|  | Ecdeiocoleaceae                                                    |
|  |                                                                    |
|  | Joinvilleaceae                                                     |
|  |                                                                    |

|  | Ecdeiocoleaceae |
|  |                 |
|  | Joinvilleaceae  |
|  |                 |

|  | Anarthriaceae                                                     |
|  |                                                                   |
|  | \| \| Centrolepidaceae \| \| \| \| \| \| Restionaceae \| \| \| \| |
|  |                                                                   |
|  | Centrolepidaceae                                                  |
|  |                                                                   |
|  | Restionaceae                                                      |
|  |                                                                   |

|  | Centrolepidaceae |
|  |                  |
|  | Restionaceae     |
|  |                  |

|  | lipnicovité Poaceae                                                |
|  |                                                                    |
|  | \| \| Ecdeiocoleaceae \| \| \| \| \| \| Joinvilleaceae \| \| \| \| |
|  |                                                                    |
|  | Ecdeiocoleaceae                                                    |
|  |                                                                    |
|  | Joinvilleaceae                                                     |
|  |                                                                    |

|  | Ecdeiocoleaceae |
|  |                 |
|  | Joinvilleaceae  |
|  |                 |

|  | lipnicovité Poaceae                                                |
|  |                                                                    |
|  | \| \| Ecdeiocoleaceae \| \| \| \| \| \| Joinvilleaceae \| \| \| \| |
|  |                                                                    |
|  | Ecdeiocoleaceae                                                    |
|  |                                                                    |
|  | Joinvilleaceae                                                     |
|  |                                                                    |

|  | Ecdeiocoleaceae |
|  |                 |
|  | Joinvilleaceae  |
|  |                 |

|  | Xyridaceae    |
|  |               |
|  | Eriocaulaceae |
|  |               |

|  | Thurniaceae                                                                     |
|  |                                                                                 |
|  | \| \| sítinovité Juncaceae \| \| \| \| \| \| šáchorovité Cyperaceae \| \| \| \| |
|  |                                                                                 |
|  | sítinovité Juncaceae                                                            |
|  |                                                                                 |
|  | šáchorovité Cyperaceae                                                          |
|  |                                                                                 |

|  | sítinovité Juncaceae   |
|  |                        |
|  | šáchorovité Cyperaceae |
|  |                        |

|  | Thurniaceae                                                                     |
|  |                                                                                 |
|  | \| \| sítinovité Juncaceae \| \| \| \| \| \| šáchorovité Cyperaceae \| \| \| \| |
|  |                                                                                 |
|  | sítinovité Juncaceae                                                            |
|  |                                                                                 |
|  | šáchorovité Cyperaceae                                                          |
|  |                                                                                 |

|  | sítinovité Juncaceae   |
|  |                        |
|  | šáchorovité Cyperaceae |
|  |                        |

|  | Xyridaceae    |
|  |               |
|  | Eriocaulaceae |
|  |               |

|  | Thurniaceae                                                                     |
|  |                                                                                 |
|  | \| \| sítinovité Juncaceae \| \| \| \| \| \| šáchorovité Cyperaceae \| \| \| \| |
|  |                                                                                 |
|  | sítinovité Juncaceae                                                            |
|  |                                                                                 |
|  | šáchorovité Cyperaceae                                                          |
|  |                                                                                 |

|  | sítinovité Juncaceae   |
|  |                        |
|  | šáchorovité Cyperaceae |
|  |                        |

|  | Thurniaceae                                                                     |
|  |                                                                                 |
|  | \| \| sítinovité Juncaceae \| \| \| \| \| \| šáchorovité Cyperaceae \| \| \| \| |
|  |                                                                                 |
|  | sítinovité Juncaceae                                                            |
|  |                                                                                 |
|  | šáchorovité Cyperaceae                                                          |
|  |                                                                                 |

|  | sítinovité Juncaceae   |
|  |                        |
|  | šáchorovité Cyperaceae |
|  |                        |

|  | Anarthriaceae                                                     |
|  |                                                                   |
|  | \| \| Centrolepidaceae \| \| \| \| \| \| Restionaceae \| \| \| \| |
|  |                                                                   |
|  | Centrolepidaceae                                                  |
|  |                                                                   |
|  | Restionaceae                                                      |
|  |                                                                   |

|  | Centrolepidaceae |
|  |                  |
|  | Restionaceae     |
|  |                  |

|  | lipnicovité Poaceae                                                |
|  |                                                                    |
|  | \| \| Ecdeiocoleaceae \| \| \| \| \| \| Joinvilleaceae \| \| \| \| |
|  |                                                                    |
|  | Ecdeiocoleaceae                                                    |
|  |                                                                    |
|  | Joinvilleaceae                                                     |
|  |                                                                    |

|  | Ecdeiocoleaceae |
|  |                 |
|  | Joinvilleaceae  |
|  |                 |

|  | lipnicovité Poaceae                                                |
|  |                                                                    |
|  | \| \| Ecdeiocoleaceae \| \| \| \| \| \| Joinvilleaceae \| \| \| \| |
|  |                                                                    |
|  | Ecdeiocoleaceae                                                    |
|  |                                                                    |
|  | Joinvilleaceae                                                     |
|  |                                                                    |

|  | Ecdeiocoleaceae |
|  |                 |
|  | Joinvilleaceae  |
|  |                 |

|  | Anarthriaceae                                                     |
|  |                                                                   |
|  | \| \| Centrolepidaceae \| \| \| \| \| \| Restionaceae \| \| \| \| |
|  |                                                                   |
|  | Centrolepidaceae                                                  |
|  |                                                                   |
|  | Restionaceae                                                      |
|  |                                                                   |

|  | Centrolepidaceae |
|  |                  |
|  | Restionaceae     |
|  |                  |

|  | lipnicovité Poaceae                                                |
|  |                                                                    |
|  | \| \| Ecdeiocoleaceae \| \| \| \| \| \| Joinvilleaceae \| \| \| \| |
|  |                                                                    |
|  | Ecdeiocoleaceae                                                    |
|  |                                                                    |
|  | Joinvilleaceae                                                     |
|  |                                                                    |

|  | Ecdeiocoleaceae |
|  |                 |
|  | Joinvilleaceae  |
|  |                 |

|  | lipnicovité Poaceae                                                |
|  |                                                                    |
|  | \| \| Ecdeiocoleaceae \| \| \| \| \| \| Joinvilleaceae \| \| \| \| |
|  |                                                                    |
|  | Ecdeiocoleaceae                                                    |
|  |                                                                    |
|  | Joinvilleaceae                                                     |
|  |                                                                    |

|  | Ecdeiocoleaceae |
|  |                 |
|  | Joinvilleaceae  |
|  |                 |

|  | orobincovité Typhaceae    |
|  |                           |
|  | broméliovité Bromeliaceae |
|  |                           |

|  | Xyridaceae    |
|  |               |
|  | Eriocaulaceae |
|  |               |

|  | Thurniaceae                                                                     |
|  |                                                                                 |
|  | \| \| sítinovité Juncaceae \| \| \| \| \| \| šáchorovité Cyperaceae \| \| \| \| |
|  |                                                                                 |
|  | sítinovité Juncaceae                                                            |
|  |                                                                                 |
|  | šáchorovité Cyperaceae                                                          |
|  |                                                                                 |

|  | sítinovité Juncaceae   |
|  |                        |
|  | šáchorovité Cyperaceae |
|  |                        |

|  | Thurniaceae                                                                     |
|  |                                                                                 |
|  | \| \| sítinovité Juncaceae \| \| \| \| \| \| šáchorovité Cyperaceae \| \| \| \| |
|  |                                                                                 |
|  | sítinovité Juncaceae                                                            |
|  |                                                                                 |
|  | šáchorovité Cyperaceae                                                          |
|  |                                                                                 |

|  | sítinovité Juncaceae   |
|  |                        |
|  | šáchorovité Cyperaceae |
|  |                        |

|  | Xyridaceae    |
|  |               |
|  | Eriocaulaceae |
|  |               |

|  | Thurniaceae                                                                     |
|  |                                                                                 |
|  | \| \| sítinovité Juncaceae \| \| \| \| \| \| šáchorovité Cyperaceae \| \| \| \| |
|  |                                                                                 |
|  | sítinovité Juncaceae                                                            |
|  |                                                                                 |
|  | šáchorovité Cyperaceae                                                          |
|  |                                                                                 |

|  | sítinovité Juncaceae   |
|  |                        |
|  | šáchorovité Cyperaceae |
|  |                        |

|  | Thurniaceae                                                                     |
|  |                                                                                 |
|  | \| \| sítinovité Juncaceae \| \| \| \| \| \| šáchorovité Cyperaceae \| \| \| \| |
|  |                                                                                 |
|  | sítinovité Juncaceae                                                            |
|  |                                                                                 |
|  | šáchorovité Cyperaceae                                                          |
|  |                                                                                 |

|  | sítinovité Juncaceae   |
|  |                        |
|  | šáchorovité Cyperaceae |
|  |                        |

|  | Anarthriaceae                                                     |
|  |                                                                   |
|  | \| \| Centrolepidaceae \| \| \| \| \| \| Restionaceae \| \| \| \| |
|  |                                                                   |
|  | Centrolepidaceae                                                  |
|  |                                                                   |
|  | Restionaceae                                                      |
|  |                                                                   |

|  | Centrolepidaceae |
|  |                  |
|  | Restionaceae     |
|  |                  |

|  | lipnicovité Poaceae                                                |
|  |                                                                    |
|  | \| \| Ecdeiocoleaceae \| \| \| \| \| \| Joinvilleaceae \| \| \| \| |
|  |                                                                    |
|  | Ecdeiocoleaceae                                                    |
|  |                                                                    |
|  | Joinvilleaceae                                                     |
|  |                                                                    |

|  | Ecdeiocoleaceae |
|  |                 |
|  | Joinvilleaceae  |
|  |                 |

|  | lipnicovité Poaceae                                                |
|  |                                                                    |
|  | \| \| Ecdeiocoleaceae \| \| \| \| \| \| Joinvilleaceae \| \| \| \| |
|  |                                                                    |
|  | Ecdeiocoleaceae                                                    |
|  |                                                                    |
|  | Joinvilleaceae                                                     |
|  |                                                                    |

|  | Ecdeiocoleaceae |
|  |                 |
|  | Joinvilleaceae  |
|  |                 |

|  | Anarthriaceae                                                     |
|  |                                                                   |
|  | \| \| Centrolepidaceae \| \| \| \| \| \| Restionaceae \| \| \| \| |
|  |                                                                   |
|  | Centrolepidaceae                                                  |
|  |                                                                   |
|  | Restionaceae                                                      |
|  |                                                                   |

|  | Centrolepidaceae |
|  |                  |
|  | Restionaceae     |
|  |                  |

|  | lipnicovité Poaceae                                                |
|  |                                                                    |
|  | \| \| Ecdeiocoleaceae \| \| \| \| \| \| Joinvilleaceae \| \| \| \| |
|  |                                                                    |
|  | Ecdeiocoleaceae                                                    |
|  |                                                                    |
|  | Joinvilleaceae                                                     |
|  |                                                                    |

|  | Ecdeiocoleaceae |
|  |                 |
|  | Joinvilleaceae  |
|  |                 |

|  | lipnicovité Poaceae                                                |
|  |                                                                    |
|  | \| \| Ecdeiocoleaceae \| \| \| \| \| \| Joinvilleaceae \| \| \| \| |
|  |                                                                    |
|  | Ecdeiocoleaceae                                                    |
|  |                                                                    |
|  | Joinvilleaceae                                                     |
|  |                                                                    |

|  | Ecdeiocoleaceae |
|  |                 |
|  | Joinvilleaceae  |
|  |                 |

|  | Xyridaceae    |
|  |               |
|  | Eriocaulaceae |
|  |               |

|  | Thurniaceae                                                                     |
|  |                                                                                 |
|  | \| \| sítinovité Juncaceae \| \| \| \| \| \| šáchorovité Cyperaceae \| \| \| \| |
|  |                                                                                 |
|  | sítinovité Juncaceae                                                            |
|  |                                                                                 |
|  | šáchorovité Cyperaceae                                                          |
|  |                                                                                 |

|  | sítinovité Juncaceae   |
|  |                        |
|  | šáchorovité Cyperaceae |
|  |                        |

|  | Thurniaceae                                                                     |
|  |                                                                                 |
|  | \| \| sítinovité Juncaceae \| \| \| \| \| \| šáchorovité Cyperaceae \| \| \| \| |
|  |                                                                                 |
|  | sítinovité Juncaceae                                                            |
|  |                                                                                 |
|  | šáchorovité Cyperaceae                                                          |
|  |                                                                                 |

|  | sítinovité Juncaceae   |
|  |                        |
|  | šáchorovité Cyperaceae |
|  |                        |

|  | Xyridaceae    |
|  |               |
|  | Eriocaulaceae |
|  |               |

|  | Thurniaceae                                                                     |
|  |                                                                                 |
|  | \| \| sítinovité Juncaceae \| \| \| \| \| \| šáchorovité Cyperaceae \| \| \| \| |
|  |                                                                                 |
|  | sítinovité Juncaceae                                                            |
|  |                                                                                 |
|  | šáchorovité Cyperaceae                                                          |
|  |                                                                                 |

|  | sítinovité Juncaceae   |
|  |                        |
|  | šáchorovité Cyperaceae |
|  |                        |

|  | Thurniaceae                                                                     |
|  |                                                                                 |
|  | \| \| sítinovité Juncaceae \| \| \| \| \| \| šáchorovité Cyperaceae \| \| \| \| |
|  |                                                                                 |
|  | sítinovité Juncaceae                                                            |
|  |                                                                                 |
|  | šáchorovité Cyperaceae                                                          |
|  |                                                                                 |

|  | sítinovité Juncaceae   |
|  |                        |
|  | šáchorovité Cyperaceae |
|  |                        |

|  | Anarthriaceae                                                     |
|  |                                                                   |
|  | \| \| Centrolepidaceae \| \| \| \| \| \| Restionaceae \| \| \| \| |
|  |                                                                   |
|  | Centrolepidaceae                                                  |
|  |                                                                   |
|  | Restionaceae                                                      |
|  |                                                                   |

|  | Centrolepidaceae |
|  |                  |
|  | Restionaceae     |
|  |                  |

|  | lipnicovité Poaceae                                                |
|  |                                                                    |
|  | \| \| Ecdeiocoleaceae \| \| \| \| \| \| Joinvilleaceae \| \| \| \| |
|  |                                                                    |
|  | Ecdeiocoleaceae                                                    |
|  |                                                                    |
|  | Joinvilleaceae                                                     |
|  |                                                                    |

|  | Ecdeiocoleaceae |
|  |                 |
|  | Joinvilleaceae  |
|  |                 |

|  | lipnicovité Poaceae                                                |
|  |                                                                    |
|  | \| \| Ecdeiocoleaceae \| \| \| \| \| \| Joinvilleaceae \| \| \| \| |
|  |                                                                    |
|  | Ecdeiocoleaceae                                                    |
|  |                                                                    |
|  | Joinvilleaceae                                                     |
|  |                                                                    |

|  | Ecdeiocoleaceae |
|  |                 |
|  | Joinvilleaceae  |
|  |                 |

|  | Anarthriaceae                                                     |
|  |                                                                   |
|  | \| \| Centrolepidaceae \| \| \| \| \| \| Restionaceae \| \| \| \| |
|  |                                                                   |
|  | Centrolepidaceae                                                  |
|  |                                                                   |
|  | Restionaceae                                                      |
|  |                                                                   |

|  | Centrolepidaceae |
|  |                  |
|  | Restionaceae     |
|  |                  |

|  | lipnicovité Poaceae                                                |
|  |                                                                    |
|  | \| \| Ecdeiocoleaceae \| \| \| \| \| \| Joinvilleaceae \| \| \| \| |
|  |                                                                    |
|  | Ecdeiocoleaceae                                                    |
|  |                                                                    |
|  | Joinvilleaceae                                                     |
|  |                                                                    |

|  | Ecdeiocoleaceae |
|  |                 |
|  | Joinvilleaceae  |
|  |                 |

|  | lipnicovité Poaceae                                                |
|  |                                                                    |
|  | \| \| Ecdeiocoleaceae \| \| \| \| \| \| Joinvilleaceae \| \| \| \| |
|  |                                                                    |
|  | Ecdeiocoleaceae                                                    |
|  |                                                                    |
|  | Joinvilleaceae                                                     |
|  |                                                                    |

|  | Ecdeiocoleaceae |
|  |                 |
|  | Joinvilleaceae  |
|  |                 |

|  | Xyridaceae    |
|  |               |
|  | Eriocaulaceae |
|  |               |

|  | Thurniaceae                                                                     |
|  |                                                                                 |
|  | \| \| sítinovité Juncaceae \| \| \| \| \| \| šáchorovité Cyperaceae \| \| \| \| |
|  |                                                                                 |
|  | sítinovité Juncaceae                                                            |
|  |                                                                                 |
|  | šáchorovité Cyperaceae                                                          |
|  |                                                                                 |

|  | sítinovité Juncaceae   |
|  |                        |
|  | šáchorovité Cyperaceae |
|  |                        |

|  | Thurniaceae                                                                     |
|  |                                                                                 |
|  | \| \| sítinovité Juncaceae \| \| \| \| \| \| šáchorovité Cyperaceae \| \| \| \| |
|  |                                                                                 |
|  | sítinovité Juncaceae                                                            |
|  |                                                                                 |
|  | šáchorovité Cyperaceae                                                          |
|  |                                                                                 |

|  | sítinovité Juncaceae   |
|  |                        |
|  | šáchorovité Cyperaceae |
|  |                        |

|  | Xyridaceae    |
|  |               |
|  | Eriocaulaceae |
|  |               |

|  | Thurniaceae                                                                     |
|  |                                                                                 |
|  | \| \| sítinovité Juncaceae \| \| \| \| \| \| šáchorovité Cyperaceae \| \| \| \| |
|  |                                                                                 |
|  | sítinovité Juncaceae                                                            |
|  |                                                                                 |
|  | šáchorovité Cyperaceae                                                          |
|  |                                                                                 |

|  | sítinovité Juncaceae   |
|  |                        |
|  | šáchorovité Cyperaceae |
|  |                        |

|  | Thurniaceae                                                                     |
|  |                                                                                 |
|  | \| \| sítinovité Juncaceae \| \| \| \| \| \| šáchorovité Cyperaceae \| \| \| \| |
|  |                                                                                 |
|  | sítinovité Juncaceae                                                            |
|  |                                                                                 |
|  | šáchorovité Cyperaceae                                                          |
|  |                                                                                 |

|  | sítinovité Juncaceae   |
|  |                        |
|  | šáchorovité Cyperaceae |
|  |                        |

|  | Anarthriaceae                                                     |
|  |                                                                   |
|  | \| \| Centrolepidaceae \| \| \| \| \| \| Restionaceae \| \| \| \| |
|  |                                                                   |
|  | Centrolepidaceae                                                  |
|  |                                                                   |
|  | Restionaceae                                                      |
|  |                                                                   |

|  | Centrolepidaceae |
|  |                  |
|  | Restionaceae     |
|  |                  |

|  | lipnicovité Poaceae                                                |
|  |                                                                    |
|  | \| \| Ecdeiocoleaceae \| \| \| \| \| \| Joinvilleaceae \| \| \| \| |
|  |                                                                    |
|  | Ecdeiocoleaceae                                                    |
|  |                                                                    |
|  | Joinvilleaceae                                                     |
|  |                                                                    |

|  | Ecdeiocoleaceae |
|  |                 |
|  | Joinvilleaceae  |
|  |                 |

|  | lipnicovité Poaceae                                                |
|  |                                                                    |
|  | \| \| Ecdeiocoleaceae \| \| \| \| \| \| Joinvilleaceae \| \| \| \| |
|  |                                                                    |
|  | Ecdeiocoleaceae                                                    |
|  |                                                                    |
|  | Joinvilleaceae                                                     |
|  |                                                                    |

|  | Ecdeiocoleaceae |
|  |                 |
|  | Joinvilleaceae  |
|  |                 |

|  | Anarthriaceae                                                     |
|  |                                                                   |
|  | \| \| Centrolepidaceae \| \| \| \| \| \| Restionaceae \| \| \| \| |
|  |                                                                   |
|  | Centrolepidaceae                                                  |
|  |                                                                   |
|  | Restionaceae                                                      |
|  |                                                                   |

|  | Centrolepidaceae |
|  |                  |
|  | Restionaceae     |
|  |                  |

|  | lipnicovité Poaceae                                                |
|  |                                                                    |
|  | \| \| Ecdeiocoleaceae \| \| \| \| \| \| Joinvilleaceae \| \| \| \| |
|  |                                                                    |
|  | Ecdeiocoleaceae                                                    |
|  |                                                                    |
|  | Joinvilleaceae                                                     |
|  |                                                                    |

|  | Ecdeiocoleaceae |
|  |                 |
|  | Joinvilleaceae  |
|  |                 |

|  | lipnicovité Poaceae                                                |
|  |                                                                    |
|  | \| \| Ecdeiocoleaceae \| \| \| \| \| \| Joinvilleaceae \| \| \| \| |
|  |                                                                    |
|  | Ecdeiocoleaceae                                                    |
|  |                                                                    |
|  | Joinvilleaceae                                                     |
|  |                                                                    |

|  | Ecdeiocoleaceae |
|  |                 |
|  | Joinvilleaceae  |
|  |                 |

|  | Xyridaceae    |
|  |               |
|  | Eriocaulaceae |
|  |               |

|  | Thurniaceae                                                                     |
|  |                                                                                 |
|  | \| \| sítinovité Juncaceae \| \| \| \| \| \| šáchorovité Cyperaceae \| \| \| \| |
|  |                                                                                 |
|  | sítinovité Juncaceae                                                            |
|  |                                                                                 |
|  | šáchorovité Cyperaceae                                                          |
|  |                                                                                 |

|  | sítinovité Juncaceae   |
|  |                        |
|  | šáchorovité Cyperaceae |
|  |                        |

|  | Thurniaceae                                                                     |
|  |                                                                                 |
|  | \| \| sítinovité Juncaceae \| \| \| \| \| \| šáchorovité Cyperaceae \| \| \| \| |
|  |                                                                                 |
|  | sítinovité Juncaceae                                                            |
|  |                                                                                 |
|  | šáchorovité Cyperaceae                                                          |
|  |                                                                                 |

|  | sítinovité Juncaceae   |
|  |                        |
|  | šáchorovité Cyperaceae |
|  |                        |

|  | Xyridaceae    |
|  |               |
|  | Eriocaulaceae |
|  |               |

|  | Thurniaceae                                                                     |
|  |                                                                                 |
|  | \| \| sítinovité Juncaceae \| \| \| \| \| \| šáchorovité Cyperaceae \| \| \| \| |
|  |                                                                                 |
|  | sítinovité Juncaceae                                                            |
|  |                                                                                 |
|  | šáchorovité Cyperaceae                                                          |
|  |                                                                                 |

|  | sítinovité Juncaceae   |
|  |                        |
|  | šáchorovité Cyperaceae |
|  |                        |

|  | Thurniaceae                                                                     |
|  |                                                                                 |
|  | \| \| sítinovité Juncaceae \| \| \| \| \| \| šáchorovité Cyperaceae \| \| \| \| |
|  |                                                                                 |
|  | sítinovité Juncaceae                                                            |
|  |                                                                                 |
|  | šáchorovité Cyperaceae                                                          |
|  |                                                                                 |

|  | sítinovité Juncaceae   |
|  |                        |
|  | šáchorovité Cyperaceae |
|  |                        |

|  | Anarthriaceae                                                     |
|  |                                                                   |
|  | \| \| Centrolepidaceae \| \| \| \| \| \| Restionaceae \| \| \| \| |
|  |                                                                   |
|  | Centrolepidaceae                                                  |
|  |                                                                   |
|  | Restionaceae                                                      |
|  |                                                                   |

|  | Centrolepidaceae |
|  |                  |
|  | Restionaceae     |
|  |                  |

|  | lipnicovité Poaceae                                                |
|  |                                                                    |
|  | \| \| Ecdeiocoleaceae \| \| \| \| \| \| Joinvilleaceae \| \| \| \| |
|  |                                                                    |
|  | Ecdeiocoleaceae                                                    |
|  |                                                                    |
|  | Joinvilleaceae                                                     |
|  |                                                                    |

|  | Ecdeiocoleaceae |
|  |                 |
|  | Joinvilleaceae  |
|  |                 |

|  | lipnicovité Poaceae                                                |
|  |                                                                    |
|  | \| \| Ecdeiocoleaceae \| \| \| \| \| \| Joinvilleaceae \| \| \| \| |
|  |                                                                    |
|  | Ecdeiocoleaceae                                                    |
|  |                                                                    |
|  | Joinvilleaceae                                                     |
|  |                                                                    |

|  | Ecdeiocoleaceae |
|  |                 |
|  | Joinvilleaceae  |
|  |                 |

|  | Anarthriaceae                                                     |
|  |                                                                   |
|  | \| \| Centrolepidaceae \| \| \| \| \| \| Restionaceae \| \| \| \| |
|  |                                                                   |
|  | Centrolepidaceae                                                  |
|  |                                                                   |
|  | Restionaceae                                                      |
|  |                                                                   |

|  | Centrolepidaceae |
|  |                  |
|  | Restionaceae     |
|  |                  |

|  | lipnicovité Poaceae                                                |
|  |                                                                    |
|  | \| \| Ecdeiocoleaceae \| \| \| \| \| \| Joinvilleaceae \| \| \| \| |
|  |                                                                    |
|  | Ecdeiocoleaceae                                                    |
|  |                                                                    |
|  | Joinvilleaceae                                                     |
|  |                                                                    |

|  | Ecdeiocoleaceae |
|  |                 |
|  | Joinvilleaceae  |
|  |                 |

|  | lipnicovité Poaceae                                                |
|  |                                                                    |
|  | \| \| Ecdeiocoleaceae \| \| \| \| \| \| Joinvilleaceae \| \| \| \| |
|  |                                                                    |
|  | Ecdeiocoleaceae                                                    |
|  |                                                                    |
|  | Joinvilleaceae                                                     |
|  |                                                                    |

|  | Ecdeiocoleaceae |
|  |                 |
|  | Joinvilleaceae  |
|  |                 |